# Ежовка (Ковылкинский район)
Ежовка (мокш. Ёжка) — село, центр сельской администрации в Ковылкинском районе. Население 211 чел. (2001), в основном мордва-мокша.
Расположено на речке Сёзелка, в 20 км от районного центра и железнодорожной станции Ковылкино. Название-антропоним: первым поселенцем был мордвин с дохристианским именем Ёже (Ёжка). В «Списке населённых мест Пензенской губернии» (1869) Ежовка — деревня казённая из 75 дворов (556 чел.) Краснослободского уезда. В 1913 г. в селе было 129 дворов (900 чел.), в 1930 г. — 210 дворов (1 161 чел.). В 1928 создан колхоз «Валда ян» («Светлый путь»), в 1961 г. был объединён с колхозом «Гигант» (центральная усадьба в с. Троицк), с 1991 г. — ТОО «Гигант», с 2000 г. — СХПК. В селе находится рыбопитомник «Ежовский». В современной инфраструктуре Ежовки — Дом общения, магазин, медпункт; памятник воинам, погибшим в годы Великой Отечественной войны. В Ежовскую сельскую администрацию входят пос. Потьма (65 чел.) и д. Садовка (87 чел.).

## Источник
- Энциклопедия Мордовия, О. Б. Гнатовская.